# Легель, Вальтер
Вальтер Легель (нем. Walter Legel, 29 июня 1940 года, Брукк-ан-дер-Лайта — 4 июля 1999 года, Дойч-Ваграм) — австрийский спортсмен-тяжёлоатлет. Участник четырёх Олимпиад (1960, 1972, 1976, 1980), 13 чемпионатов мира и 13 чемпионатов Европы. Бронзовый призёр чемпионата Европы 1974 года.
Выступал в весовых категориях до 60 и до 67,5 кг.

## Биография
На летних Олимпийских играх в Мюнхене (1972) было проверено 2079 допинг-проб, в употреблении допинга были уличены пловец Рик Димонт (США); велосипедисты Аад ван ден Хок (Голландия) и Джейм Хуеламо (Испания), дзюдоист Бакхааваа Буидаа (Монголия), баскетболист Мигель Колл (Пуэрто-Рико), тяжёлоатлеты Мохамед Реза Насехи (Иран) и Вальтер Легель.
Участвовал в соревнованиях по пауэрлифтингу среди ветеранов.